# Gadbjerg Sogn
Gadbjerg Sogn er et sogn i Grene Provsti (Ribe Stift).
Gadbjerg-Lindeballe pastorat var i 1684-1866 annekser til Ringive Sogn, hvorefter Lindeballe Sogn blev anneks til Gadbjerg Sogn. Begge sogne hørte til Tørrild Herred i Vejle Amt. Gadbjerg-Lindeballe var én sognekommune, men den blev senere delt i to. Ved kommunalreformen i 1970 blev både Gadbjerg og Lindeballe indlemmet i Give Kommune, der ved strukturreformen i 2007 indgik i Vejle Kommune.
I Gadbjerg Sogn ligger Gadbjerg Kirke.
I sognet findes følgende autoriserede stednavne:
- Frishuse (bebyggelse)
- Gadbjerg (bebyggelse, ejerlav)
- Kuldbjerg (bebyggelse)
- Markskelgårde (bebyggelse)
- Rostrup (bebyggelse, ejerlav)
- Tofthøj (bebyggelse, ejerlav)
- Tykhøjet (bebyggelse)
- Tøsby (bebyggelse, ejerlav)
- Vester Smidstrup (bebyggelse, ejerlav)